# El hotel de los líos. García y García 2
El Hotel de los Líos es una película española dirigida por Ana Murugarren y protagonizada por José Mota, Pepe Viyuela y Paz Padilla. Les acompañan  Diego Arroba , Ricardo Castella, Mikel Losada y Antonio Resines. Es la secuela de la película García y García.

## Trama
Después de encargarse de un viejo hotel en mal estado que han comprado en una subasta por error y por mucho más de lo que debería costar. En esta ocasión los dos Javier García son ayudados por un grupo de niños superdotados que se alojan en el hotel para asistir a la final nacional de talentos y por su profesora Martina. El hotel fue anteriormente la guarida de unos ladrones donde escondieron su botín. Por ese motivo se tendrán que enfrentear al mafioso Benito Camarena y su banda– su madre y su hermano – que intentarán quitárselos. 

## Ficha artística
| Personaje        | Intérprete               |
| ---------------- | ------------------------ |
| Javier García    | José Mota                |
| Javier García    | Pepe Viyuela             |
| Martina          | Paz Padilla              |
| Oso              | Diego Arroba             |
| Pati             | Meteora Fontana          |
| Benito           | Mikel Losada             |
| Director Colegio | Antonio Resines          |
| Hector           | Ricardo Castella         |
| Lucas            | Carlos González Morollón |
| Lola             | Daniela Casas            |
| Luna             | Carla Chiorazzo          |
| Leo              | David Calderón           |
| Laín             | Pablo Fernández Pericas  |
| Paquito          | Carlos Pulpón            |
| Claudio Policía  | Ettore Colombo           |
| Caridad          | Carmen Esteban           |
| Marifé           | Mila Espiga              |
| Espe             | María Cabrera            |